# 영국 아카데미 텔레비전상
영국 아카데미 텔레비전상은 영국 영화 텔레비전 예술 아카데미(British Academy of Film and Television Arts, BAFTA)가 주관하는 영국의 텔레비전상이다. 1955년부터 매년 시상하고 있다.

## 같이 보기
- 영국 영화 텔레비전 예술 아카데미
- 영국 아카데미 영화상
- 영국 아카데미 게임상